# Diadohi
Diadohi (množina iz latinskih Diadochus, prevzeta beseda iz grške: Diádokhoi, "nasledniki") so bili rivalski generali, družine in prijatelji Aleksandra Velikega, ki so se po njegovi smrti leta 323 pr. n. št. borili za nadzor nad njegovim imperijem. Vojne diadohov označujejo začetek Helenistične dobe od Mediterana, pa vse do prednje Indije oziroma do doline reke Ind. 

## Nasledniki
Vojska na pohodu pogosto spreminja svoje vodstvo na vseh ravneh, da nadomesti žrtve in razdeli najsposobnejše na že potekajoče vojaške operacije. Institucija Hetairoi je v zvezi s tem dala makedonski vojski veliko prožnost. V Hetairoi ni bilo nobenih dokončno določenih činov, razen kjer je ta izraz pomenil posebno enoto konjenice. Hetairoi so preprosto bili stalni zbor de facto generalnih častnikov, brez kakršnegakoli čina, ali pa s spreminjanjem de jure čina, ki ga je Aleksander lahko dodelil, kjer je bilo potrebno. Ponavadi so bili iz plemstva, mnogi so bili Aleksandrovi sorodniki. Vzporedna prožna struktura v perzijski vojski je olajšala kombinirane enote. 
Sestanki za prilagoditev poveljniške strukture so v Aleksandrovi vojski bili skoraj vsakodnevni dogodek. Med Hetairoi so tako ustvarili nenehno pričakovanje, da bodo prejeli pomembno poveljevanje, četudi le za kratek čas. V trenutku Aleksandrove smrti so bile nenadoma prekinjene vse možnosti. Hetairoi so izginili z Aleksandrom, nemudoma pa so jih zamenjali Diadohi, možje, ki so vedeli, kje so stali, vendar ne, kje bodo stali zdaj. Kot ni bilo nobenih določenih položajev in činov v Hetairoi, ravno tako ni bilo nobenih činov med Diadohi . Pričakovali so imenovanja, vendar so brez Aleksandra imenovanja morali opraviti sami. 
Diadohi so bili razvrščeni glede na njihov čin in družbeni položaj v času Aleksandrove smrti. To so bili njihovi začetni položaji kot Diadohi. Niso nujno pomembni ali odločilni za to, kar se je zgodilo kasneje. 

### Diadohi
V helenističnih časih je bil naziv Diadoh dejansko najnižji v sistemu uradnih razvrstitev činov. Prvič je bil uporabljen v 19. stoletju za označevanje neposrednih naslednikov Aleksandra. 

#### Krater
Krater je pod Aleksandrom med osvojitvijo Perzije bil pehotni in pomorski poveljnik. Po uporu vojske pri Opisu na reki Tigris leta 324 je Aleksander naročil Kraterju, naj poveljuje veterane, ko so se ti vrnili domov v Makedonijo . Antipater, poveljnik Aleksandrovih sil v Grčiji in regent makedonskega prestola, bi naj v odsotnosti Aleksandra v Perzijo pripeljal sveže vojake, Krater pa bi namesto njega postal regent. Ko je Craterus prišel v Cilicijo leta 323 pr. n. št., je prejel novice o Aleksandrovi smrti.  Čeprav mu je razdalja od Babilona preprečila, da bi sodeloval pri delitvi oblasti, je Krater pohitel v Makedonijo, da bi zaščitil člane Aleksandrove družine. Novica o Aleksandrovi smrti je povzročila upor Grkov v Lamijski vojni. Krater in Antipater sta leta 322 pr. n. št. premagala upornike. kljub njegovi odsotnosti so generali, zbrani v Babilonu, potrdili Kraterja kot zaščitnika kraljeve družine. Toda s kraljevsko družino v Babilonu je regent Perdikas prevzel to vlogo, vse dokler bi se člani kraljeve hiše varno vrnili v Makedonijo. 

#### Antipater
Antipater je bil svetovalec kralja Filipa II, Aleksandrovega očeta, to vlogo pa je imel tudi pod Aleksandrom. Ko je leta 334 pr. n. št. Aleksander zapustil Makedonijo, da bi osvojil Perzijo, je v Aleksandrovi odsotnosti Antipater bil imenovan regent Makedonije in general Grčije. Leta 323 pr. n. št. je Aleksander ukazal, da Krater njegove veterane vodi nazaj v Makedonijo, Antipater pa odide v Perzijo s svežimi vojaki. Aleksandrova smrt tistega leta pa je preprečila, da bi njegov ukaz upoštevali. Ko so se Aleksandrovi generali zbrali v Babilonu, da bi si razdelili imperij med seboj, je bil Antipater potrjen kot general Grčije, medtem ko so bile vloge regenta imperija in varuha kraljeve družine podeljene Perdiku oziroma Kraterju. Skupaj so trije možje oblikovali najvišjo vladajočo skupino imperija. 

#### Somatofilaki
Somatofilaki je izraz, ki označuje sedem Aleksandrovih telesnih stražarjev. 

#### Makedonski satrapi
Satrapi (stara perzijščina: xšaθrapāwn) so bili guvernerji provinc v helenističnih imperijih. 

### Epigoni
Prvotno so bili Epigoni (/ ɪɡəpɪɡənaɪ /; iz grščine: Ἐπίγονοι, kar pomeni "potomci") sinovi Argivinovih junakov, ki so se borili v prvi tebanski vojni. V 19. stoletju se je ta izraz uporabljal za drugo generacijo diadohskih vladarjev. 

## Kronologija

### Boj za enotnost (323–319 pr. n. št.)

#### Babilonska delitev
Brez izbranega naslednika je bil skoraj nemudoma prišlo do spora med Aleksandrovimi generali, o tem, kdo naj bi bil njegov naslednik. Meleager in pehota sta podprla kandidaturo Aleksandrovega polbrata, Arhideja, medtem ko je Perdik, vodilni poveljnik konjenice, podpiral čakanje do rojstva Aleksandrovega nerojenega otroka, s katerim je bila noseča Roxana . Dosegli so kompromis – Arhidej (kot Filip III) naj bi postal kralj in bi moral vladati skupaj z Roxaninim otrokom, ob predpostavki, da je bil fant (kar je bil; imenovali so ga Alexander IV ). Sam Perdik bi postal Regent celega cesarstva in Meleager njegov poročnik. Kmalu pa je Perdik umoril Meleagra in ostale pehotne voditelje in prevzel popoln nadzor. 
Drugi konjeniški generali, ki so podpirali Perdika, so v Babilonski delitvi bili nagrajeni tako, da so postali satrapi različnih delov cesarstva. Ptolemaj je sprejel Egipt; Laomedon je prejel Sirijo in Fenicijo; Filotas je dobil Cilicijo; Peithon Medijo; Antigon je prejel Frigijo, Licijo in Pamfilo, Asander je prejel Karijo, Menander Lidijo, Lizimah Trakijo, Leonat Helespontno Frigijo; in Neoptolemus Armenijo. Makedonija in preostali del Grčije naj bi bili pod skupnim vodstvom Antipaterja, ki ju je vodil že pod Aleksandrom, in Krater, Alexander najzmogljivejši poročnik, medtem ko je Aleksandrov starejši svetovalec Eumenes iz Kardije prejel Kapadokijo in Paflagonijo. 
Na vzhodu je Perdik Aleksandrovo ureditev večinoma pustil nedotaknjeno – Taxiles in Porus sta vladala svojima kraljestvoma v Indiji; Aleksandrov tast Oxyartes je vladal Gandari; Sibyrtius Arahoziji in Gedroziji; Stasanor Ariji in Drangiani; Filip Baktriji in Sogdiani; Phrataphernes Partiji in Hirkarniji; Peucestas Persisu; Tlepolemus je bil zadolžen za Karmanijo; Atropati so upravljali severno Medijo; Archon je dobil Babilonijo; in Arhelaj severno Mezopotamijo. 